# Friedhof Hastedt
Der Friedhof Hastedt in Bremen-Hemelingen, Ortsteil Hastedt, zwischen Alter Postweg 24 und Fleetrade bzw. Inselstraße und Drakensburger Straße, ist städtisch. Er wurde zuerst um 1814, in seiner heutigen Form von 1900 angelegt.

## Geschichte

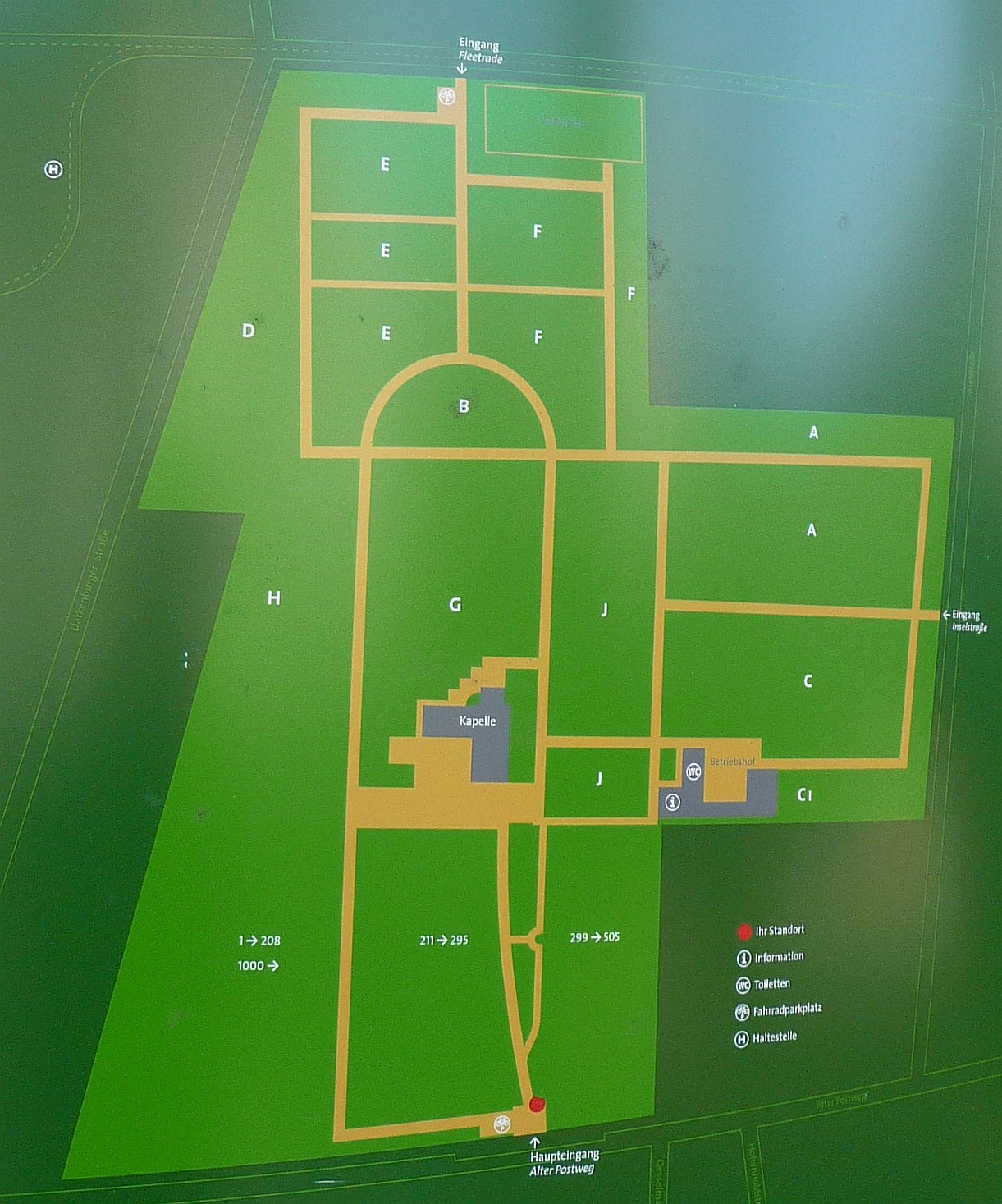
Friedhofsplan

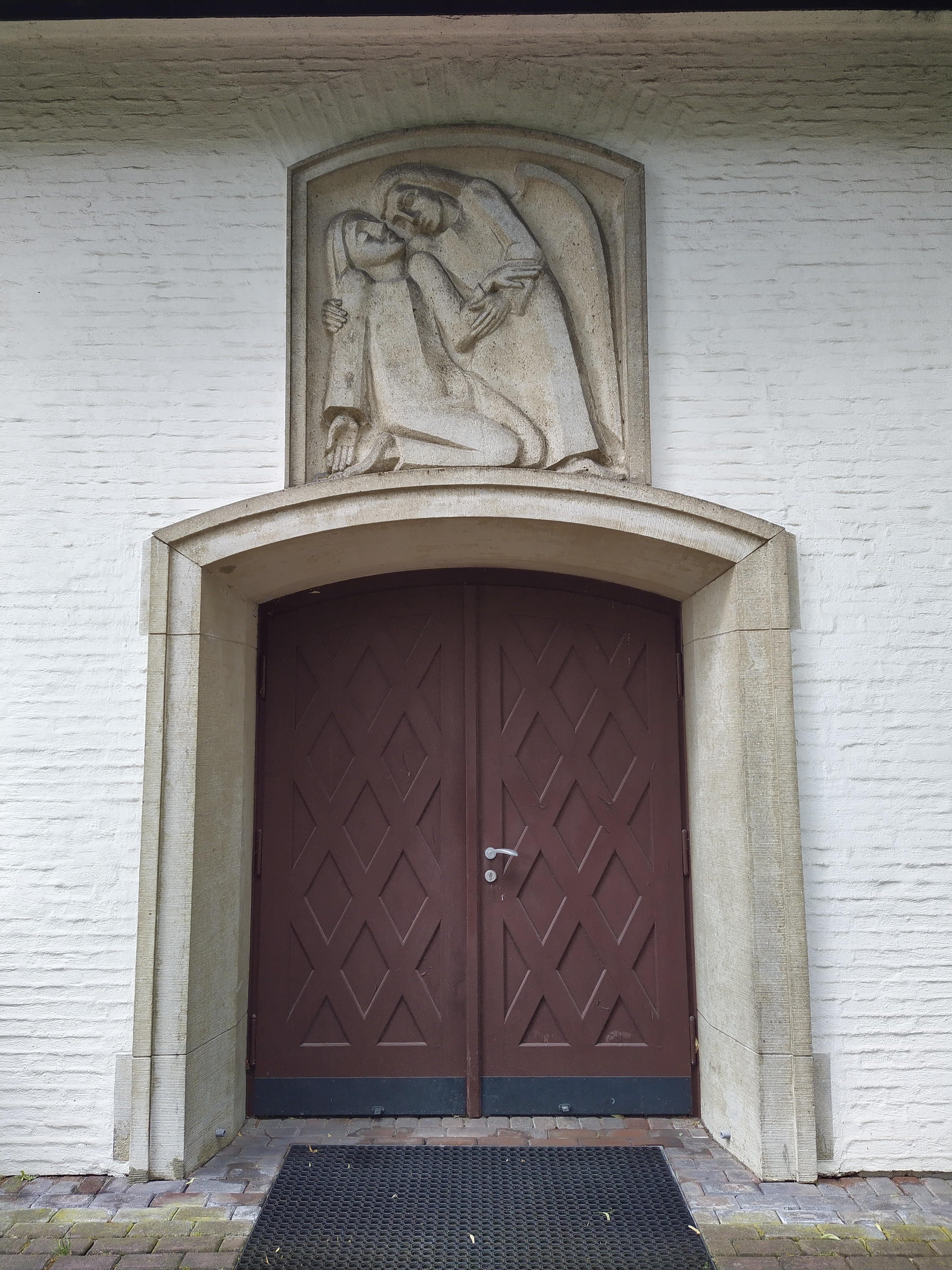
Eingangstür der Kapelle mit Verkündigungs-Relief

Hastedt gehörte früher zur Bremer Kirchengemeinde St. Remberti. Ab 1814 sollten im Bremer Stadtgebiet keine Beerdigungen mehr erlaubt sein. Um 1814 wurde deshalb in Hastedt am Postweg (heute „Alter Postweg“) ein kleiner Friedhof angelegt. Am 29. März 1814 wurde dieser von der „Bremer Rrgierungs-Commissioin“ offiziell bestätigt. Die Gräber wurden bei Bedarf an Hauseigentümer verteilt und sollten bei Verkauf oder Vererbung des Hauses mit übertragen werden, für Mieter gab es gemeinsame Grabstellen. Eine Kapelle gab es nicht, die Toten wurden zuhause aufgebahrt. Der Friedhof wurde mehrfach vergrößert.
Die um 1900 erbaute Kapelle wurde im Zweiten Weltkrieg zerstört und danach wieder aufgebaut. Über der Eingangstür findet sich ein Relief von Kurt Lettow zur Verkündigung des Herrn. – Die Plastik Fliegender Schwan stammt von Maria Ewel.
Der 3 ha große Friedhof ist eng mit dem umliegenden Ortsteil verbunden. Die Begräbnisstätte wird durch Rasenfelder gebildet und ist überwiegend mit Gräbern belegt. Viele alte Grabsteine weisen Schäden aus dem Zweiten Weltkrieg auf. Einige Gedenksteine stammen aus anderen Kulturkreisen mit u. a. chinesischer Inschrift bzw. mit dem russisch-orthodoxen Andreaskreuz.
In der Nachbarschaft liegt der Jüdische Friedhof Deichbruchstraße von 1796.
Der Friedhof liegt fast direkt neben der Hastedter Auferstehungskirche. Diese wurde allerdings erst 1959 erbaut und dazwischen liegt eine schmale Häuserreihe, so dass der Friedhof bis heute kurioserweise Eingänge in drei verschiedene Richtungen besitzt, aber nicht zur Kirche hin. Die Haupteingang liegt am Alten Postweg, Nebeneingänge gibt es an der Inselstraße und der Fleetrade.
Nahegelegen ist auch die Endstelle der Linie 3 der Straßenbahn Bremen. Dort fahren auch die Buslinien 40, 41, 41S und 42.

## Gräber bekannter Personen
- Helmut Oppermann (1953–2015), Künstler